# Ancylorhynchus rufipes
Ancylorhynchus rufipes är en tvåvingeart som beskrevs av Meijere 1913. Ancylorhynchus rufipes ingår i släktet Ancylorhynchus och familjen rovflugor. Inga underarter finns listade i Catalogue of Life.